# Findlay Carriage Company
Findlay Carriage Company war ein US-amerikanischer Hersteller von Fahrzeugen.

## Unternehmensgeschichte
Das Unternehmen wurde 1892 in Findlay in Ohio gegründet. John N. Doty war Präsident, J. Calvin Moyer Sekretär und Allen H. Moyer Manager und Schatzmeister. Hauptsächlich stellten sie Kutschen her. Nur 1910 entstanden außerdem ein paar Automobile. Der Markenname lautete Findlay. Sie wurden nicht landesweit beworben, sondern nur örtlich abgesetzt. 1911 begannen finanzielle Probleme. 1916 zerstörte ein Feuer das Werk. Daraufhin wurde das Unternehmen aufgelöst.

## Pkw
Im Angebot stand nur ein Modell. Es hatte einen Vierzylindermotor mit 40 PS Leistung. Das Fahrgestell hatte 315 cm Radstand. Der offene Tourenwagen bot Platz für fünf Personen. Die Höchstgeschwindigkeit war mit 96 km/h angegeben. Der Neupreis betrug 2500 US-Dollar.
1913 wurde ein Leichenwagen für Frank Barnhart, den Leiter des örtlichen Bestattungsunternehmens, gefertigt. Zwei weitere Bestatter aus der Stadt wollten daraufhin ebenfalls Fahrzeuge.